# Stormhat
Stormhat (Aconitum) er en planteslægt med flere end 250 arter, der er udbredt i bjergrige egne på den Nordlige halvkugle. De er flerårige, urteagtige planter med en opret vækst og skruestillede blade. De nederste blade er langstilkede, mens stænglerne bærer ustilkede blade, som er håndlappede med 5-7 lapper. Hver af disse lapper er trelappede med en rand, der bærer grove tænder. Blomsterne sidder i endestillede stande, hvor de enkelte blomster er 5-tallige, men uregelmæssige derved, at det ene kronblad danner en oppustet, hjelmagtig bule over de øvrige. Samlefrugten indeholder talrige frø.
Alle dele hos alle arterne er meget giftige.
| Beskrevne arter |

- Finbladet stormhat (Aconitum anthora)
- Oktoberstormhat (Aconitum carmichaelii)
- Topstormhat (Aconitum degenii subsp. paniculatum)
- Septemberstormhat (Aconitum fischeri)
- Nordisk stormhat (Aconitum lycotomum subsp. lycotomum)
- Pyrenæisk stormhat (Aconitum lycotomum subsp. neapolitanum)
- Ægte stormhat (Aconitum napellus) - Blå Stormhat
- Broget stormhat (Aconitum variegatum)
- Kæmpestormhat (Aconitum volubile)

| Andre arter |

- Aconitum alboviolaceum
- Aconitum baicalense
- Aconitum barbatum
- Aconitum bisma
- Aconitum brachypodum
- Aconitum columbianum
- Aconitum coreanum
- Aconitum delphiniifolium
- Aconitum falconeri Stapf
- Aconitum ferox
- Aconitum forrestii
- Aconitum gymnandrum
- Aconitum hemsleyanum
- Aconitum henryi
- Aconitum heterophyllum
- Aconitum jaluense
- Aconitum japonicum
- Aconitum kusnezoffii
- Aconitum lycoctonum
- Aconitum maximum
- Aconitum nagarum
- Aconitum novoluridum
- Aconitum orientale
- Aconitum pendulum
- Aconitum reclinatum
- Aconitum scaposum
- Aconitum sinomontanum
- Aconitum spicatum
- Aconitum sungpanense
- Aconitum vilmorinianum